# 三田晃
三田 晃（みた あきら、1942年 - ）は、大阪府出身の元アマチュア野球選手（投手）。

## 経歴・人物
成器商業高校から1961年に大和証券へ入社し、藤本英雄監督の指導を受け、同年の都市対抗にチーム初出場を果たす。1963年の都市対抗ではエース小弓場保をリリーフで支え準々決勝に進むが、富士製鐵室蘭の佐藤進に抑えられ10回裏0-1でサヨナラ負けを喫する。同年に野球部が活動停止したため、1964年に大昭和製紙へ転籍。金沢宏らと共に投の主軸として活躍し、1965年の第13回選抜社会人野球静岡大会ではチームの優勝に貢献して、最高殊勲選手にも選ばれた。同年の都市対抗では1回戦で松下電器を相手に先発するが惜敗し、秋の産業対抗では決勝に進み富士製鐵と対戦。同点の9回表からリリーフし、尾関達三のサヨナラ本塁打で優勝を飾り勝利投手となる。直後のドラフトで東映フライヤーズから4位指名を受けたが、入団を拒否しチームに残留した。1967年の都市対抗は日本楽器に補強され出場し、決勝に進みリリーフで登板するが、日本石油の平松政次に完封負けを喫する。1968年の都市対抗は三輪田勝利との継投で準々決勝に進むが、またも日石に敗退1969年には大昭和製紙北海道に移籍、その後もエースとして活躍する。1972年の都市対抗では、大和証券時代から3チームにまたがっての10年連続出場選手として表彰され、同年限りで現役を引退。